# Фінал Кубка Іспанії з футболу 1939
Фінал Кубка Іспанії з футболу 1939 — футбольний матч, що відбувся 25 червня 1939 року. У ньому визначився 37-й переможець кубка Іспанії.

## Шлях до фіналу
| Севілья              | Севілья   | Севілья                  | Раунд        | Расінг          | Расінг            | Расінг                   |
| -------------------- | --------- | ------------------------ | ------------ | --------------- | ----------------- | ------------------------ |
| Суперник             | Результат | Матчі                    |              | Суперник        | Результат         | Матчі                    |
| Сеута                | 6–4       | 4–3 на виїзді; 2–1 вдома | Перший раунд | Астурія         | технічна перемога | технічна перемога        |
| Авіасьйон Насьйональ | 4–3       | 0–2 на виїзді; 4–1 вдома | 1/4 фіналу   | Реал Сосьєдад   | 3–1               | 3–1 вдома; 0–0 на виїзді |
| Депортіво Алавес     | 7–6       | 6–5 вдома; 1–1 на виїзді | 1/2 фіналу   | Оріаменді Спорт | 3–2               | 1–1 вдома; 2–1 на виїзді |

## Подробиці
| 25 червня 1939 |

| Севілья                                               | 6:2      | Расінг (Ферроль)         |
| ----------------------------------------------------- | -------- | ------------------------ |
| Раймундо 5' Кампаналь 20', 27', 59' Пепільйо 38', 42' | Протокол | Сільвоса 54' (пен.), 57' |

| Монжуїк, Барселона Глядачів: 60 000 Арбітр: Хесус Аррібас |

|  |  |

| В          |  | Мануель Буено          |
| З          |  | Дієго Вільялонга       |
| З          |  | Хосе Каюсо             |
| ПЗ         |  | Леонсіто               |
| ПЗ         |  | Феліш                  |
| ПЗ         |  | Мігель Торронтегі      |
| Н          |  | Рафаель Беррокаль      |
| Н          |  | Раймундо Бланко        |
| Н          |  | Гільєрмо Кампаналь (к) |
| Н          |  | Пепільйо               |
| Н          |  | Хосе Лопес             |
| Тренер:    |  |                        |
| Пепе Гранд |  |                        |

| В                 |  | Дьюла Альберть    |
| З                 |  | Морено (к)        |
| З                 |  | Каліче            |
| ПЗ                |  | Педро Бастерречеа |
| ПЗ                |  | Хосе Сільвоса     |
| ПЗ                |  | Іносенсіо Бертолі |
| Н                 |  | Португес          |
| Н                 |  | Едельміро Лоренсо |
| Н                 |  | Пако Барон        |
| Н                 |  | Рікардо Гальярт   |
| Н                 |  | Леле              |
| Тренер:           |  |                   |
| Хосе Планас Сотес |  |                   |